# Abram Brazer
Abram Brazer (en russe : Абра́м Ма́ркович Бра́зер) né le 25 janvier 1892 à Chișinău, (en russe : Kichinev), en Bessarabie (actuelle Moldavie), mort fusillé dans le ghetto de Minsk en 1942. Sculpteur soviétique, graphiste et peintre de l'avant-garde russe. Membre éminent parmi les artistes de la RSS de Biélorussie (1940).
Membre de la société des amateurs d'art de Bessarabie (Chișinău, 1903—1916), de la société juive d'encouragement des arts (Petrograd, 1915—1919).

## Biographie
C'est à Kichinev (capitale de l'actuelle Moldavie) qu'il obtint en 1910 le diplôme de l'École d'art de la ville. De 1912 à 1916, il étudia à Paris à l'École nationale supérieure des beaux-arts. Trois de ses œuvres furent exposées au Salon d'automne de 1913. Il vivait à La Ruche (cité d'artistes) où vivait aussi à la même époque, Marc Chagall, originaire de Vitebsk.
Le facteur de mobilité, décisif pour les Juifs au début du siècle, fut enrichissant pour tous les peintres de Vitebsk et de Russie en général. Ceux qui ne partaient pas pour l'École de Paris partaient à Moscou ou Saint-Pétersbourg ou encore en Allemagne à Berlin (ou à Munich, comme Kandinsky).La Révolution russe avait supprimé les zones de résidences et accordait davantage de droits et d'égalité que la Russie tsariste, facilitant les voyages.

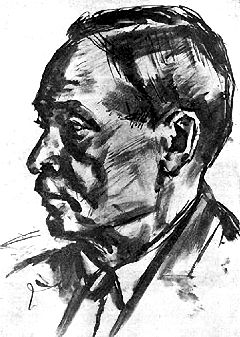
Ivan Loutsévitch. Pseudonyme : Ianka Koupala. 1926.

Après ce séjour à Paris, Abram Brazer retourna en Russie, à Pétrograd, en 1916 et participa à l'exposition de Mir Iskousstva la même année, puis en 1918, à l'exposition des artistes juifs organisées par Chagall à Vitebsk. En 1919, Marc Chagall et Abram Brazer organisèrent une exposition qui présentait les travaux des élèves de l'École artistique de Vitebsk et d'autres peintres à Vitebsk. Marc Chagall (en 1919) avait remplacé Iouri Pen à la tête de cette école de Vitebsk et attirait de nombreux amis artistes dans la ville : Brazer, Ilia Tchachnik et puis Malevitch. 
Puis, de novembre à décembre 1919, toujours à Vitebsk, Brazer et Chagall organisèrent encore une autre exposition de "peinture contemporaine" qui comprenait pas moins de 90 tableaux en provenance de Moscou. Les moscovites étaient hésitants parce que la ville de Vitebsk était sur le point de tomber aux mains des forces polonaises. Ils réussirent finalement à exposer outre les œuvres des artistes locaux comme Iouri Pen, Abram Brazer, des tableaux des chefs de file de l'avant-garde ventant de Moscou : Kandinsky, Bourliouk, Natan Altman, Rodtchenko, Exter, Robert Falk. En tout 240 productions de 41 peintres dont 90 en provenance de Moscou.
Vitebsk, au début des années 1920, était devenue un centre avant-gardiste important en Russie.
On a souvent parlé de "renaissance vitebskoise". Les artistes pouvaient donner libre cours à leur créativité. Mais les instants de liberté totale ne se sont pas prolongés longtemps pour tous. Par contre ils ont permis aussi, à des centaines de jeunes gens, de révéler et de confirmer leur vocation artistique.
De 1914 à 1920 les recherches des Juifs dans le domaine artistique arrivèrent à maturation. Lissitzky et Rybak partirent explorer à Moguilev, près des rives du Dniepr, les sources primitivistes populaires juives dans 
les synagogues, sur les pierres murales, les pierres tombales. Natan Altman cherchait lui, dans le nord de l'Ukraine, sa région natale les traces de la culture juive dans la culture populaire.
En 1918 Broderzon créa un "Cercle de l'Esthétique nationale juive". À Moscou ce cercle était représenté par Lissitzky et à Pétrograd par Chagall et Brazer. En juillet 1918 le Cercle organisa une exposition de 233 travaux de 41 artistes juifs. 
Brazer joua un rôle important dans la vie artistique de la ville : il donna cours dans les locaux de l'École artistique de Vitebsk, dans les "ateliers libres d'État" (1920-1921) puis à l'"Institut pratique d'art" (1922-1923), au "Teknikhoum artistique" (1922-1924). Il s'occupait de l'organisation d'expositions, de débats sur le thème de l'art contemporain, de l'organisation d'un musée des arts modernes, de la création d'esquisses pour embellir la ville lors des fêtes anniversaires de la Révolution d'Octobre 1917.
Il est l'auteur d'un monument en l'honneur du pédagogue suisse Johann Heinrich Pestalozzi créé à Vitebsk en 1920 et détruit par les bombardements durant la Seconde Guerre mondiale. À partir de 1922 A. Brazer enseigna à l'École artistique de Vitebsk, et organisa des spectacles au théâtre juif de Vitebsk. À partir de 1923, Brazer vécut à Minsk, il fit partie de l'"association des artistes de Biélorussie" et de l'"organisation révolutionnaire des artistes". Il écrivit des articles sur le thème des arts plastiques dans les revues du pays.
En juin 1941, quelques jours avant le début de la Seconde Guerre mondiale et l'invasion de l'URSS par les Allemands, s'ouvrit une exposition consacrée à A. Brazer. Tous les travaux de l'artiste qui figuraient dans cette exposition furent détruits par les Allemands après la prise de la ville. Quant à Brazer il fut fusillé en mars 1942 avec sa famille dans le Ghetto de Minsk à la suite d'une accusation d'espionnage.

## Postérité
Les œuvres de Brazer qui subsistent, (le portrait de Iouri Pen, 1921 ; le buste de l'acteur juif Solomon Mikhoels (1926) et d'autres encore, sont conservés au Musée national des beaux-arts de Biélorussie à Minsk. Le 2 juillet 1999 , fut éditée une série de quatre timbres-poste dédiée à l'école artistique de Vitebsk ; sur un des timbres figure le portrait du fondateur de l'école de Vitebsk, Iouri Pen, qui est l'œuvre d'Abram Brazer.
Élevé dans les traditions de l'art européen, Brazer avait adopté un style classique, teinté d'impressionnisme. Il fut aussi le premier d'une génération de sculpteurs biélorusses (Azgour, Bembeln, Glebov)

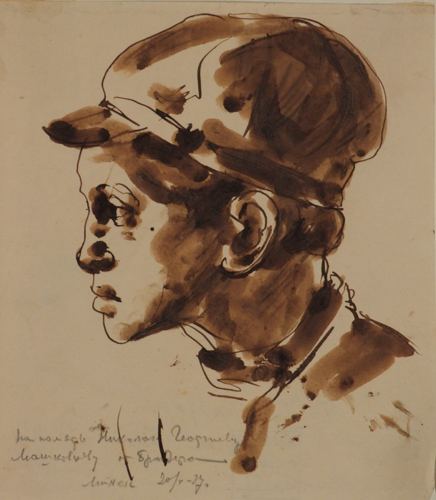
Abram Brazer. Tête de garçon.
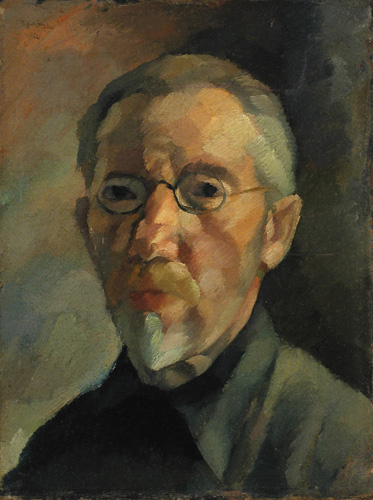
Портрет Ю.М. Пэна/Portrait de Iouri Pen.1921
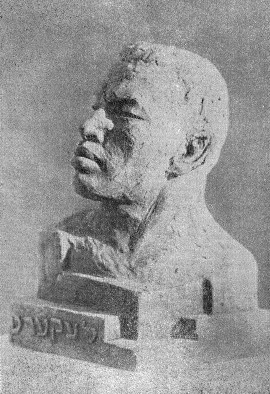
Hirsh Lekert. 1920

## Liens
- А. М. Бразер (1892—1942) // Художественный календарь «Сто памятных дат», 1972 г. — М.: Советский художник, 1972
- 85-летие Первой Всебелорусской выставки 1925 года на сайте Национального художественного музея РБ